# Poquott
Poquott est un village du comté de Suffolk, dans l'État de New York, aux États-Unis,. En 2010, il compte une population de 953 habitants.

## Démographie
Lors du recensement de 2010, le village comptait une population de 953 habitants, tandis qu'en 20119, elle est estimée à 928 habitants.